# Gaetano Savi
Gaetano Savi (Firenze, 1769. június 13. – Pisa, 1844. április 28.) olasz természetkutató, Botanikai szakmunkákban nevének rövidítése: „Savi”. Paolo Savi geológus és ornitológus apja.

## Élete
Firenzében született, és tanulmányait is ott folytatta, egyebek közt Giorgio Santi (1746–1822) tanítványaként.  Első jelentősebb művét 1798-ban publikálta Pisa növényvilágáról, Flora Pisana címmel; későbbi munkái az elsőként 1801-ben megjelent, több kiadást is megért Trattato degli alberi della Toscana [Értekezés Toszkána fáiról]; az 1808-as kiadású Botanicon Etruscum [Az Etruriai Királyság növényvilága] és az 1818-ban kiadott Flora Italiana [Olaszország növényvilága]. Fizikát és növénytant tanított a pisai egyetemen, és ő vezette 1814-től a város botanikus kertjét is. 1816-ban a Svéd Királyi Tudományos Akadémia tagjává választották.

## Fordítás
- Ez a szócikk részben vagy egészben  a   Gaetano Savi című angol Wikipédia-szócikk fordításán alapul.  Az eredeti cikk szerkesztőit annak laptörténete sorolja fel. Ez a jelzés csupán a megfogalmazás eredetét és a szerzői jogokat jelzi, nem szolgál a cikkben szereplő információk forrásmegjelöléseként.